# Vẹt cổ hồng

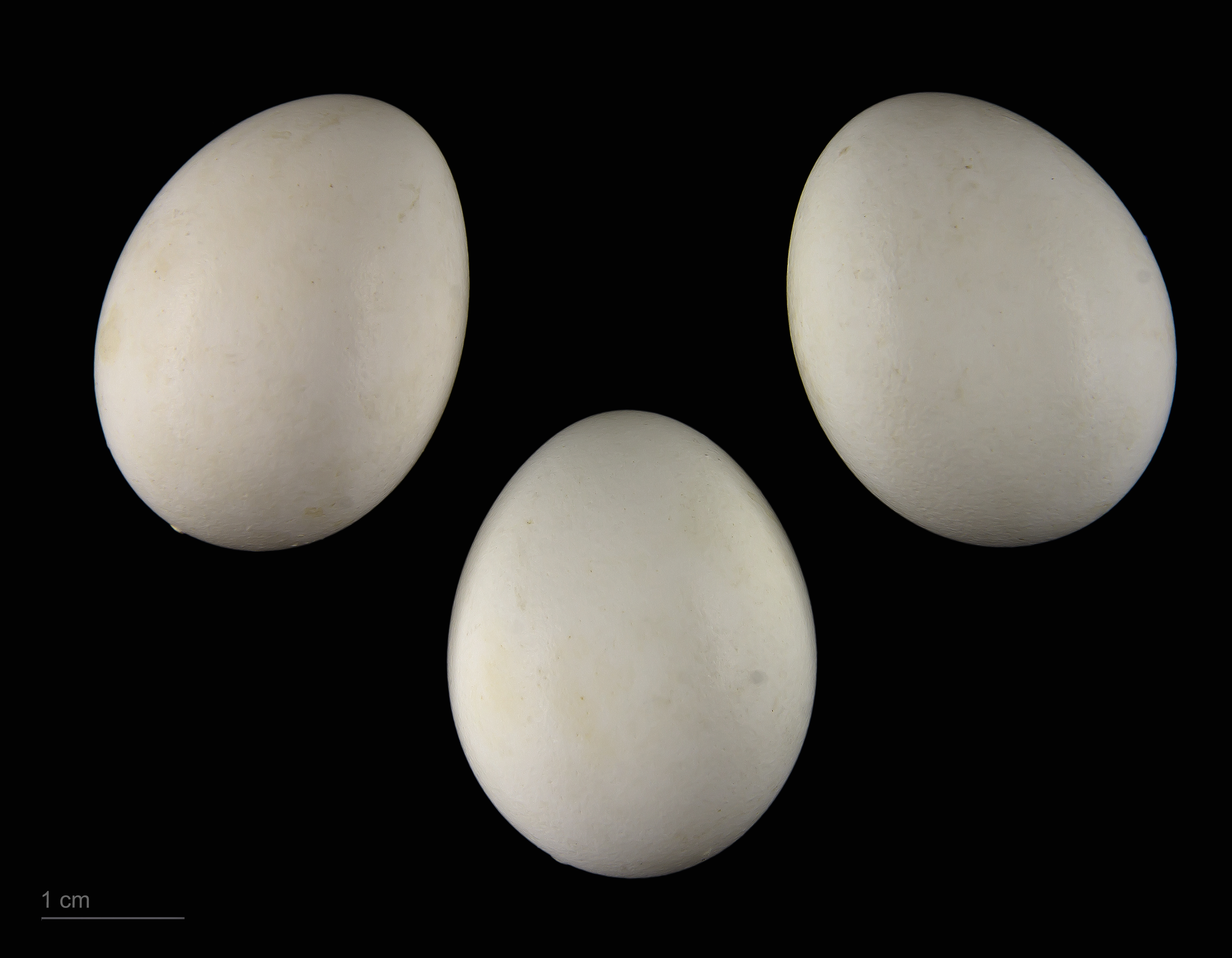
Psittacula krameri

Psittacula krameri là một loài chim trong họ Psittacidae.
Indian Ringneck hay còn gọi là Rose-ringed Parakeets thực sự là những sinh vật kỳ diệu. Thực vậy, chỉ cần nhìn vào những con chim bạn có thể dễ dàng nhận ra chúng qua màu sắc, cái mỏ nổi và lông đuôi dài. Cả chim trống và mái đều có đuôi lớn và dài bao gồm 12 lông, 2 lông đuôi lớn chím phần lớn kích thước của con vẹt. Về màu sắc, chúng có những màu phổ biến như xanh lá, trắng, vàng, xanh dương. Một số dòng đặc biệt có các màu sắc khá đẹp như xám khói, tím, xanh pastel... Con trống và mái có vẻ ngoài rất giống nhau tuy nhiên những con vẹt trống khi trưởng thành có thể phân biệt bằng vòng đen, trắng hoặc hồng quanh cổ.
Ringnecks có nguồn gốc từ Châu Á và Châu Phi và có thể được tìm thấy trong các khu rừng hoặc môi trường khô cằn và cũng xa lạ khi có thể thấy chúng tại các khu đô thị như ở California, Florida và cả vương quốc Anh.
Giống như hầu hết các loài vẹt, ringnecks thông minh và làm vật nuôi tốt. Chúng học hỏi khá nhanh và thích thể hiện. Ngoài ra chúng còn có thể nói và phát âm khá rõ, một số con nói khá tốt như các loài vẹt Xám Châu Phi hay Amazon, tuy khả năng ghi nhớ về số lượng từ vựng không tốt bằng.
Dinh dưỡng chính của ringnecks cũng tương tự Vẹt má vàng là các loại ngũ cốc, chồi cây, hoa quả. Vào mùa sinh sản: chim thường tự cung cấp thêm cho mình khoáng từ các vùng đất ven suối và một ít đạm bằng vài loại sâu bọ nhỏ. Trong điều kiện nuôi nhà: bắp ngô sống, hạt đậu phộng, hạt hướng dương, hạt lúa mạch, hạt kê loại lớn, các loại hạt dẻ... ở dạng hạt sống đều có thể sử dụng trộn thành hỗn hợp làm thức ăn chính cho chim. Ngoài ra, có thể đưa vào hỗn hợp này một ít rau củ – quả sấy khô, như cà rốt, khoai lang, đu đủ... để chim ăn cho lạ miệng. Các loại hoa quả tươi, ít vị chua, như: táo, lê, ổi, xoài, thanh long, nho, đu đủ, dưa leo, củ đậu, quả đậu tươi (đậu ve, đậu Hà Lan)... đều có thể cho chim ăn theo sở thích, không hạn chế liều lượng.